# Ksitigarbha
Kṣitigarbha es un bodhisattva muy venerado en China, Tíbet y Japón. 
Se le rinde homenaje desde el siglo IV a. C. en India, volviéndose popular en China con el nombre de Dizáng y en Japón con el nombre de Jizō. 
Es el bodhisattva que ayuda a liberarse de los seis reinos (principalmente del naraka) a los seres que por su karma han renacido en ellos. En Japón es considerado el bodhisattva de los difuntos y el protector de los niños pequeños y de los viajeros.
Se le representa como un monje con un halo alrededor de la cabeza, llevando consigo un khakkhara con el que abre los portales de los reinos y una cintāmaṇi con la que los ilumina.